# Jean-Didier Wolfromm
Jean-Didier Wolfromm, né le 21 mai 1941 à Paris où il est mort le 26 janvier 1994, est un critique littéraire et romancier français.

## Biographie
Ancien élève de l'École nationale supérieure des arts décoratifs, Jean-Didier Wolfromm devient critique littéraire au Magazine littéraire en 1977, à  France-Soir et à L'Express. Il collabore notamment à l'émission radio de France Inter, Le Masque et la Plume, où ses jugements apparaissent souvent caustiques, voire durs,. Il est également, de 1986 à 1989, le directeur des études des Beaux-Arts de Paris.
Il devient une figure du milieu littéraire parisien. Son œuvre – surtout son roman Diane Lanster – est le reflet de son existence, celle d'un homme peu gâté par la nature (handicapé par la poliomyélite et atteint en plus d'une maladie chronique), pour qui la séduction n'a rien d'une évidence.
Vanessa Springora fait de lui un portrait empathique et affirme l'avoir défendu lorsque Gabriel Matzneff l'accusait d'être l'auteur de lettres anonymes, signées « W., une amie de la mère », dénonçant à la police sa liaison avec la jeune fille, mineure à l'époque.

## Œuvre
- 1963 : Lueur de plomb
- 1978 : Diane Lanster, éditions Grasset – prix Interallié
- 1989 : La Leçon inaugurale, éditions Grasset – prix Maurice-Genevoix[3]